# Capilla de San Osvaldo
La Capilla de San Osvaldo (en alemán: St. Oswaldkapelle) en el Höllental (traducido: Valle del infierno) en la Selva Negra en Baden-Wurtemberg, Alemania, está dedicada a San Osvaldo.

## Historia

### Pasado
Con la deforestación y el poblamiento del valle se necesitaba una pequeña iglesia, por lo que la capilla de San Osvaldo fue construida en 1148 por los Caballeros del Castillo de Falkenstein como iglesia propia y consagrada por el obispo de Constanza. Es la iglesia conservada más vieja de la Alta Selva Negra. Perdió su importancia ya en 1200, cuando la parroquia fue trasladada a la Breite Au (literalmente: Vega ancha = Breitnau). A partir de entonces sirvió como iglesia filial, donde se celebraban hasta 1788 cultos regulares de la parroquia conjunta de Hinterzarten-Breitnau. El pequeño cementerio alrededor de la capilla fue utilizado hasta 1863.
Durante la Segunda Guerra Mundial, el Höllental y en particular el Puente del Ravenna fue un objetivo seleccionado por los Aliados para los bombardeos para destruir la ruta de suministro por el ferrocarril del Valle del infierno. También la capilla de San Osvaldo cerca del puente fue dañada por las bombas y fue restaurada en los años 1951 y 1952. En 1980 se realizó la renovación total de la capilla. Poco después, el 7 de junio de 1980, los ladrones robaron las estatuas y otras cosas, que fueron reemplazadas por copias. Los originales, descubiertos por la policía en agosto de 1983 en Munich, se encuentran en la iglesia parroquial de Hinterzarten.

### Actualidad
En la actualidad se utiliza para servicios de Navidad o eventos musicales. Para visitar la capilla se debe pedir la llave que se obtiene por un depósito en el restaurante Sternen.

## Edificio
El pequeño coro rectangular con su mensa de piedra y las dos mensas de los altares laterales, así como la mitad oriental de la pared meridional en espina de pez proceden del edificio románico de 1148. Al comienzo del siglo XIII se instalaron una sacristía cubierta por una bóveda de crucería y un osario. El dintel de la puerta de la sacristía indica en números arábigos el año 1208. A mediados del siglo XIV el coro fue ampliado hacia el norte. Al comienzos del siglo XVI se añadieron tanto el altar mayor como la ventana de crucería de cuatro tramos en la pared oriental. El altar mayor gótico tardío, un políptico con retablos, es una de las obras más importantes de la Escuela del Rin Superior (en alemán: Oberrheinische Schule) de principios del siglo XVI. Alrededor de 1674 se erigió la torre de madera y hacia 1719 se amplió el edificio hacia el oeste y norte. En 1719 se levantaron las paredes fueron y la nave recibió un matroneo sobre columnas de madera.

## Enlaces
- Parroquia Católica de Hinterzarten-Breitnau: Capilla de San Osvaldo (enlace roto disponible en Internet Archive; véase el historial, la primera versión y la última).